# 2019 год в истории железнодорожного транспорта
В этой статье перечисляются основные события из истории железнодорожного транспорта в 2019 году.

## События
- 12 марта — открыта вторая фаза Мармарая с запуском линии Халкали — Гебзе длиной 76,6 км с 43 станциями[1][2].
- 27 мая:
  - закрыта платформа Трёхгорка на Смоленском направлении МЖД (и впоследствии снесена);
  - открыта платформа Инновационный Центр Сколково на Смоленском направлении МЖД[3].
- 1 июня
  - Начало основного этапа перешивки линий Сахалинского Региона ДВЖД на общероссийский стандарт 1520 мм.
  - Закрыта малодеятельная ветка Сахалинского региона ДВЖД Сокол — Быков.
- 29 июля — открыта станция Нижний Бестях на Амуро-Якутской железнодорожной магистрали для регулярных пассажирских перевозок[4].
- 31 августа — окончание перешивки колеи Сахалинского Региона ДВЖД на общероссийский стандарт 1520 мм. Участок Холмск — Шахта запланировано перешить в 2020 году.
- 11 ноября — закрыта линия Дальнее — Новодеревенская Сахалинского Региона ДВЖД.
- 21 ноября — открыты Московские центральные диаметры на базе существующей ж/д инфраструктуры в составе двух линий общей длиной 132 км с 55 станциями[5].
- 23 ноября — открыта платформа Волоколамская на Рижском направлении МЖД[6].
- 24 ноября — открыта платформа Пенягино на Рижском направлении МЖД[7].
- 23 декабря — открыта железнодорожная часть Крымского моста с запуском пассажирских поездов[8].
- 25 декабря — открыта станция Тамань-Пассажирская на Багерово-Вышестеблиевской линии СКЖД для регулярных пассажирских перевозок[9].

## Новый подвижной состав
- Тепловозы:
  - 2ТЭ25К3М «Пересвет»
  - 3ТЭ25К3М «Пересвет»
  - ТЭМ10
  - ТЭМ14М
  - ТЭМГ1
  - ТГМК2
- Электровозы переменного тока:
  - 3ЭС5С
- Электропоезда метрополитена:
  - Stadler M110/M111
  - 81-765.4/766.4/767.4
  - 81-765.5/766.5/767.5
- Дизель-Поезда:
  - РА3